# St. Mariä Heimsuchung (Marialinden)

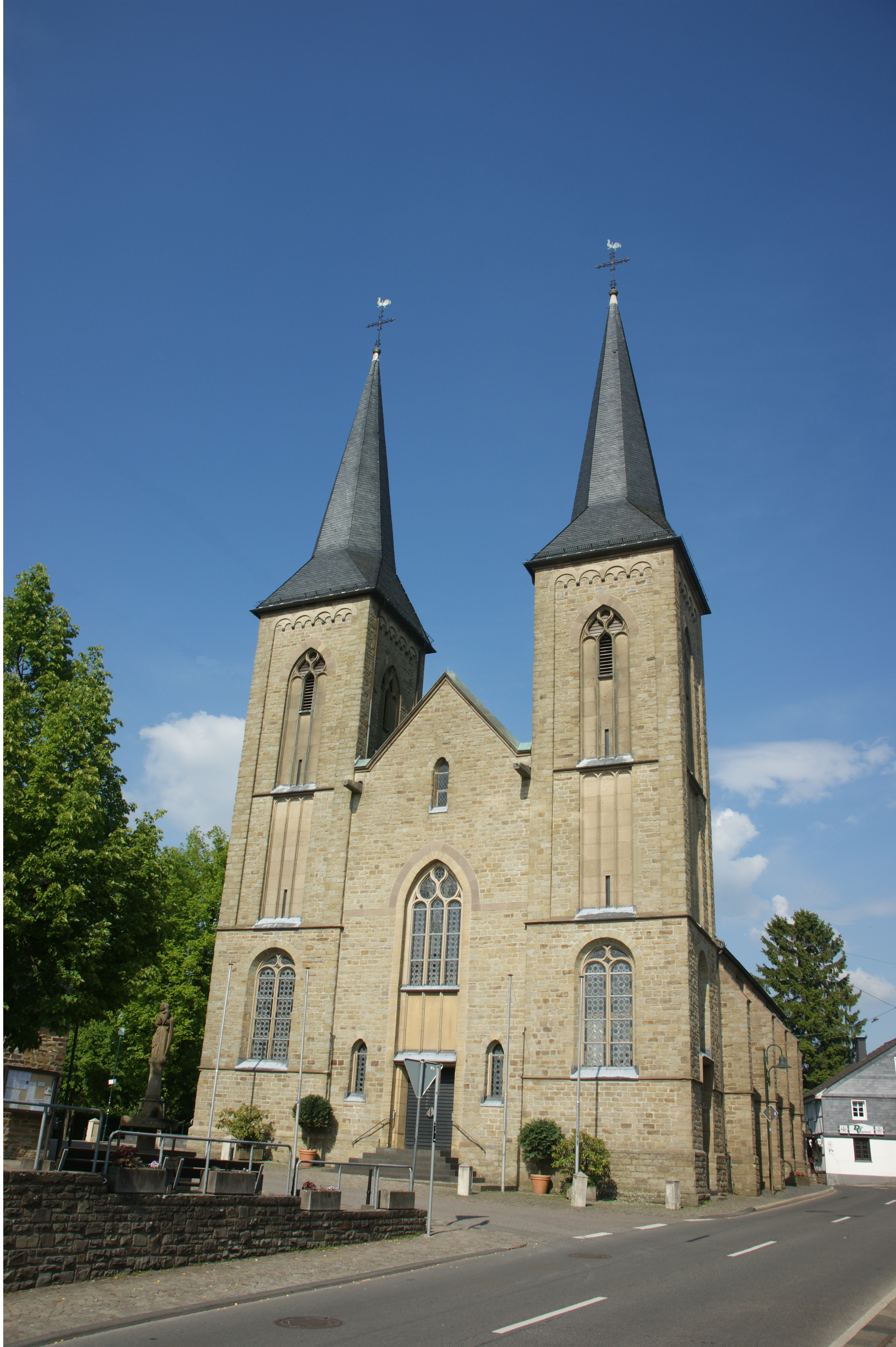
Die neugotische Zweiturmfassade

St. Mariä Heimsuchung ist eine römisch-katholische Wallfahrtskirche zu Marialinden (Rheinisch-Bergischer Kreis) in Nordrhein-Westfalen.

## Geschichte
Als Erbauer der Kirche werden um 1516 die Herren von Wylich zu Grossenbernsau genannt, die auch das Patronat über das Gotteshaus besaßen. Sie ließen mit dem Gotteshaus ein älteres Heiligenhäuschen ersetzen. Die dreischiffige gotische Hallenkirche besitzt drei Joche mit anschließendem Langchor mit 5/8-Schluss. 1676 wurde Marialinden Filialkirche von Olpe, später wurde es Overath unterstellt. 1857 schließlich erfolgte die Erhebung zur selbstständigen Pfarrkirche.
1897/1898 wurde nach Plänen des Kölner Architekten Theodor Kremer das gotische Langhaus um ein Joch verlängert und ihm eine neugotische Zweiturmfassade im Westen vorgesetzt. Die Baukosten von 36.000 Mark wurden über eine Sammlung in der Gemeinde und durch Unterstützung des aus Marialinden stammende Kölner Domkapitular Ferdinand Stiefelhagen aufgebracht. Die Ausmalung erfolgte 1957 nach spätgotischen Resten im östlichen Mittelschiffsjoch.

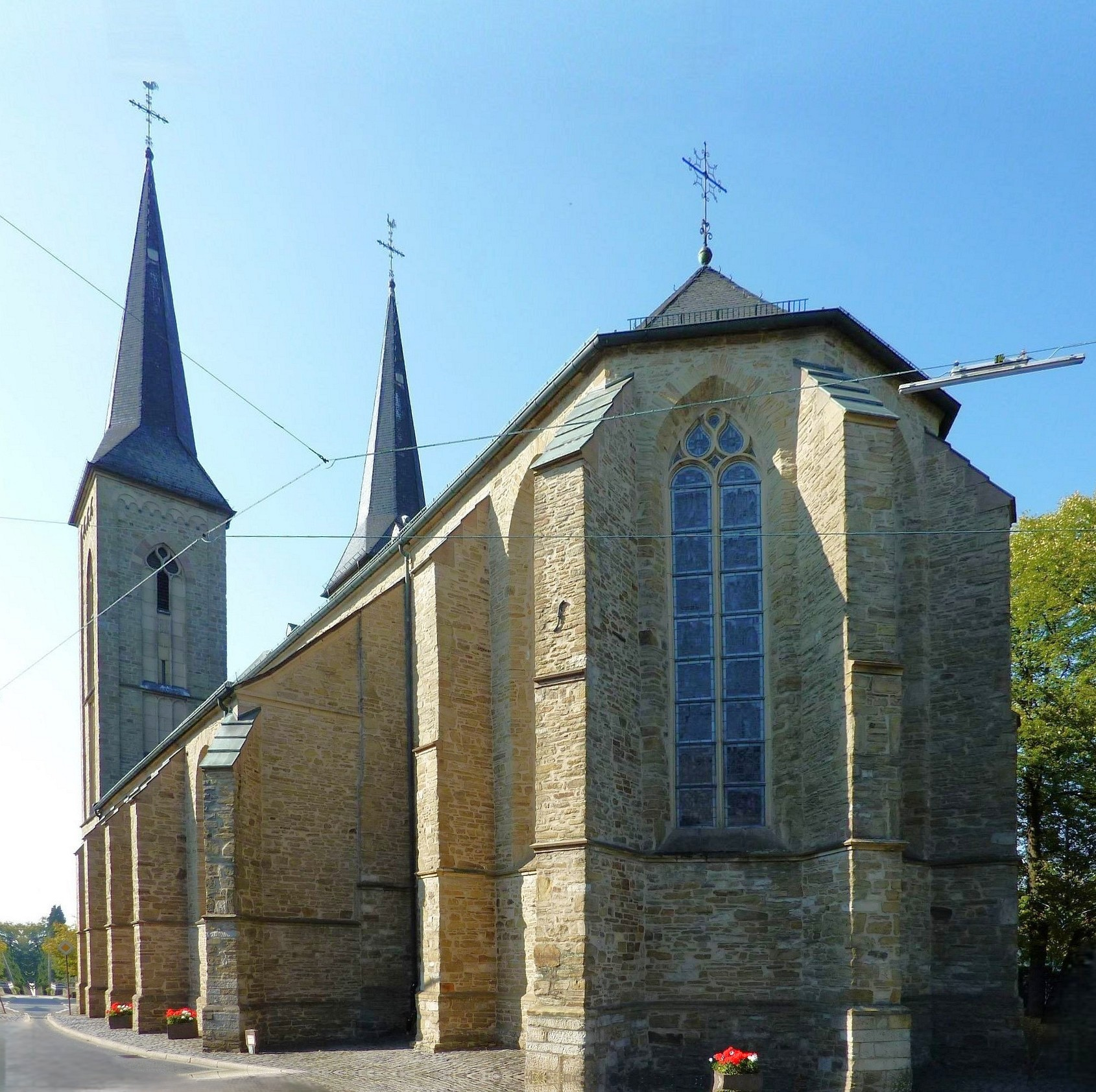
Ansicht von Südost
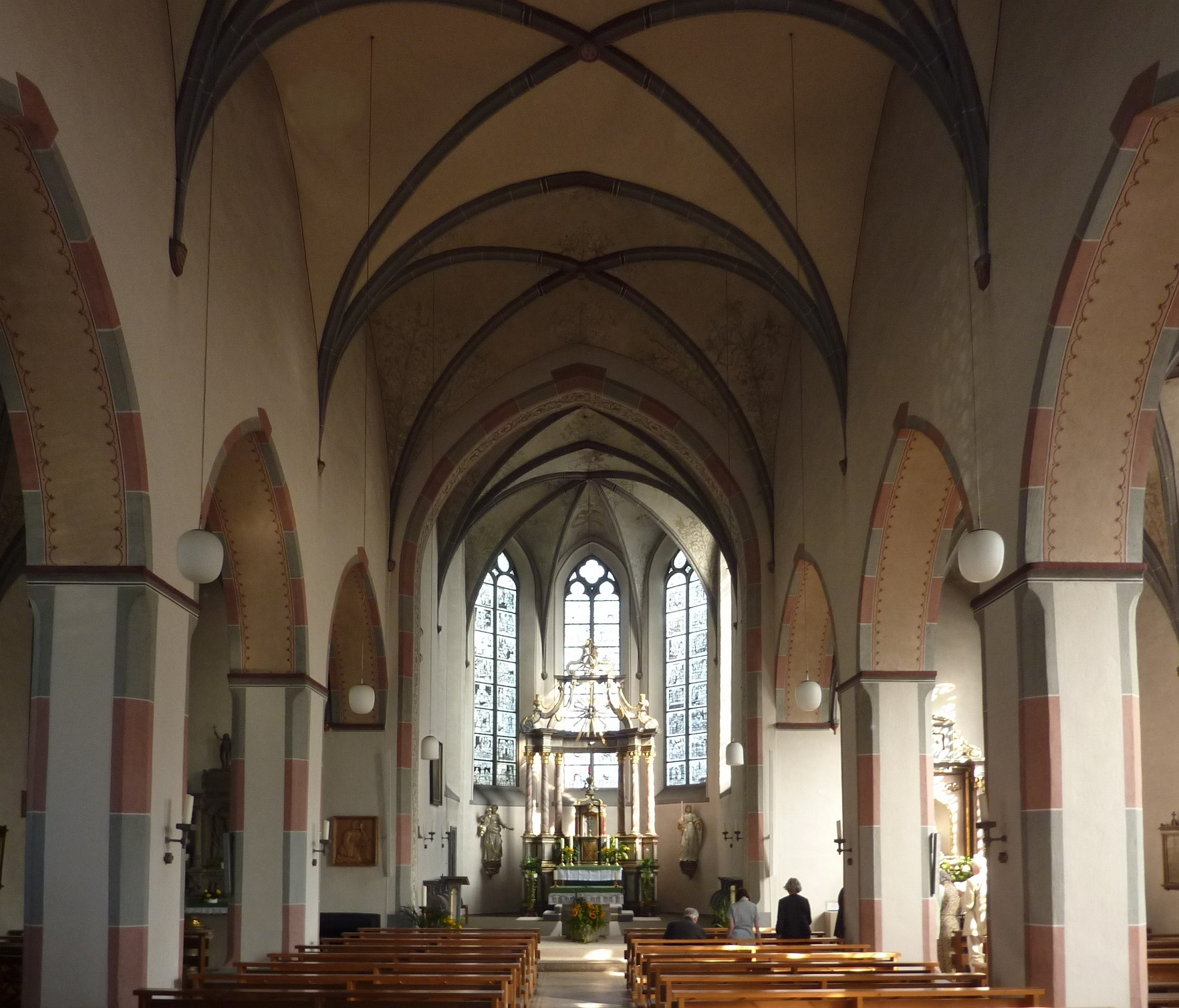
Blick ins Langhaus
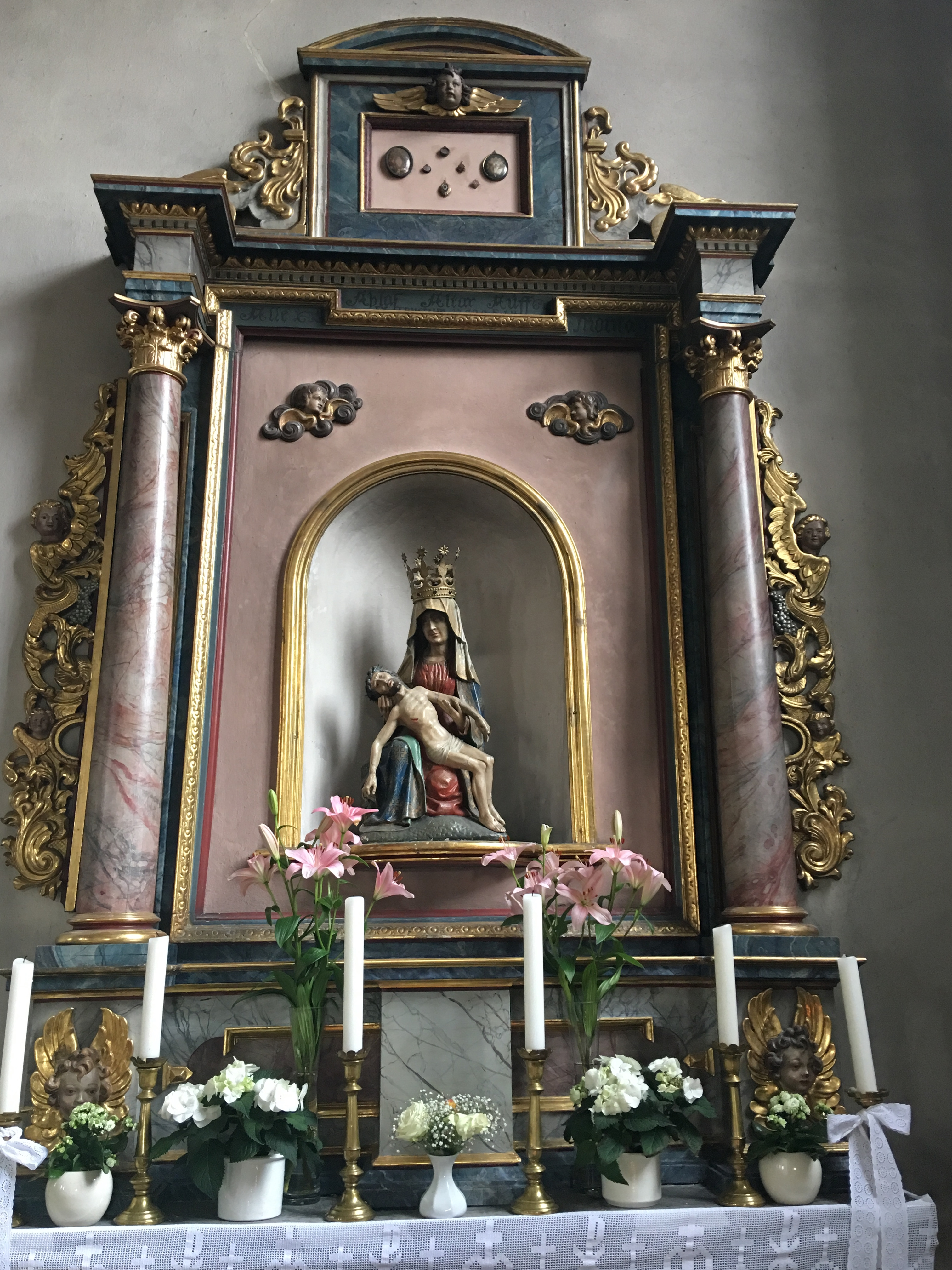
Seitenaltar
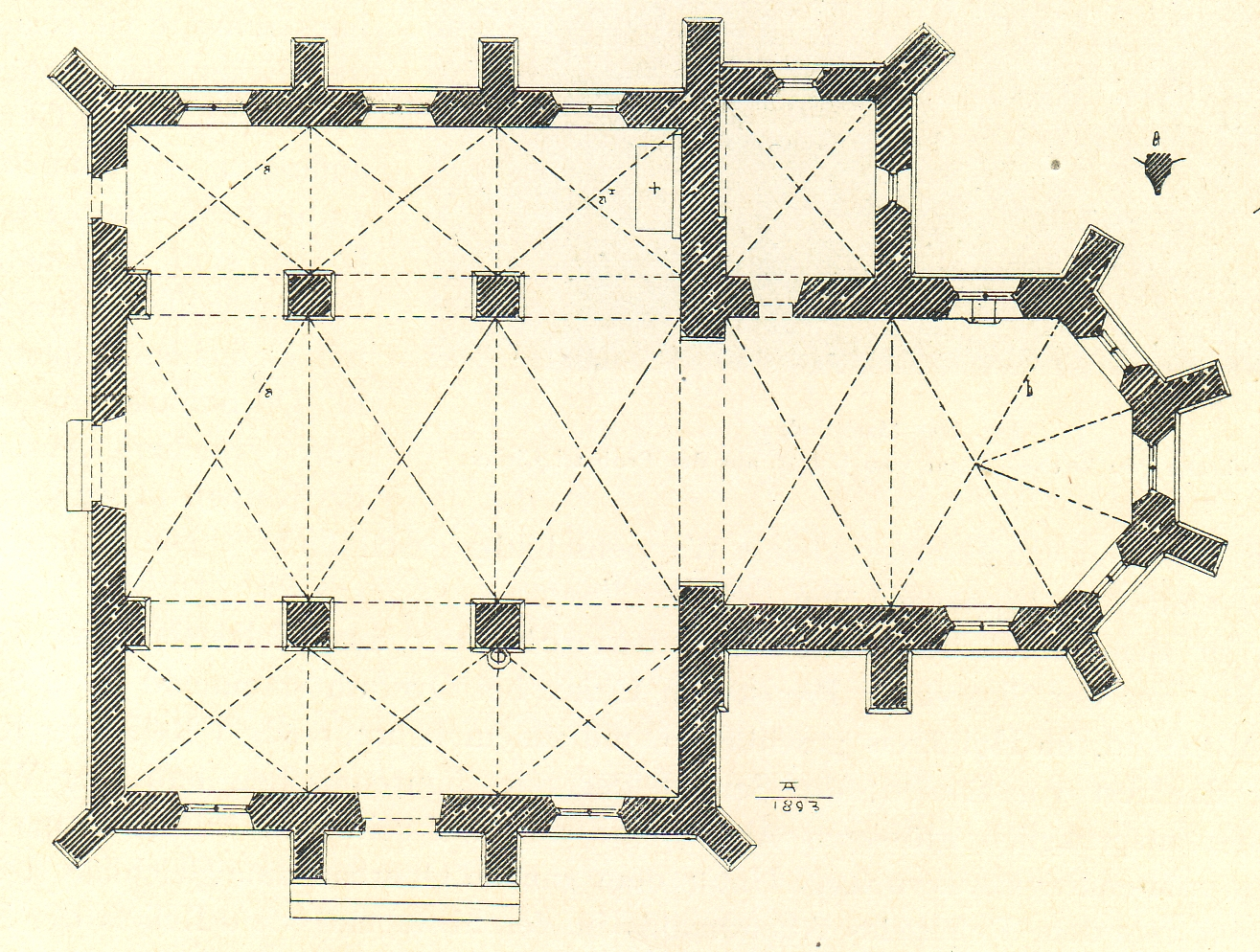
Grundriss vor der Erweiterung

## Orgel
Die Orgel wurde 1999 von der Manufaktur Orgelbau Schulte (Kürten) erbaut. Das Schleifladen-Instrument hat 22 Register auf zwei Manualen und Pedal. Die Spiel- und Registertrakturen sind elektrisch.
| I Hauptwerk C–g3 |             |    |
| 1.               | Prinzipal   | 8′ |
| 2.               | Gedeckt     | 8′ |
| 3.               | Oktave      | 4′ |
| 4.               | Rohrflöte   | 4′ |
| 5.               | Flachflöte  | 2′ |
| 6.               | Mixtur IV-V |    |
| 7.               | Trompete    | 4′ |

| II Nebenwerk C–g3 |                |       |
| 8.                | Gedacktflöte   | 8′    |
| 9.                | Flaut douce    | 8′    |
| 10.               | Schwebung      | 8′    |
| 11.               | Waldflöte      | 4′    |
| 12.               | Prinzipal      | 2′    |
| 13.               | Quinte         | 1 ⁄3′ |
| 14.               | Cornett II-III |       |
| 15.               | Hautbois       | 8′    |
| 16.               | Rohrschalmey   | 4′    |

| Pedal C–f1 |               |     |
| 17.        | Subbass       | 16′ |
| 18.        | Oktavbass     | 8′  |
| 19.        | Gedacktpommer | 8′  |
| 20.        | Choralbass    | 4′  |
| 21.        | Spitzgedeckt  | 2′  |
| 22.        | Posaune       | 16′ |

- Koppeln: II/I, I/P, II/P

## Glocken
Das Glockengeläut von Mariä Heimsuchung besteht aus drei Kirchenglocken aus Gussstahl, die 1949 vom Bochumer Verein gegossen wurden. Die ehemaligen vier Bronze-Glocken gingen im Verlauf des Zweiten Weltkriegs durch Einzug für die Rüstungsproduktion verloren.
| Glocke | Name     | Durchmesser | Gewicht ≈ | Schlagton |
| ------ | -------- | ----------- | --------- | --------- |
| 1      | Maria    | 1515 mm     | 1340 kg0  | e’−1      |
| 2      | Joseph   | 1275 mm     | 730 kg    | g’±0      |
| 3      | Theresia | 1135 mm     | 510 kg    | a’−1      |